# سنت-سوفی-دو-لورارد، کبک
سنت-سوفی-دو-لورارد (به فرانسوی: Sainte-Sophie-de-Lévrard) قصبه‌ای در منطقه شهری بکانکور ناحیه سانتر-دو-کبک در استان کبک کانادا است. در سرشماری سال ۲۰۱۱ این قصبه ۷۹۵ نفر جمعیت داشته‌است و مساحت آن ۸۲٫۳۸ کیلومتر مربع است.